# Николай Студит
Николай Студит, также Николай Исповедник (793 — 4 февраля 868) — византийский религиозный деятель, христианский святой, монах; игумен Студийского монастыря (846—850 и 867—868).

## Биография
Родился в 793 году в селении Кидония (Крит). В 10 лет был направлен на воспитание в Студийский монастырь. Позднее, после окончания монастырского училища, пострижен в монахи монастыря.
В период иконоборчества (813—843) совместно с Феодором Студитом выступал защитником иконопочитания, за что по приказу императора Льва V Армянина они были в 814 году арестованы, жестоко высечены и заключены в тюрьму. После смерти императора в 820 году освобождены и переведены в монастырь около Константинополя.
Девять лет спустя Николай вновь подвергся преследованиям и пыткам со стороны иконоборцев. Поставленный в 846 году игуменом Студийского монастыря, Николай через три года отказался от игуменства, желая предаться безмолвию.
После этого был ещё дважды игуменом. Умер 4 февраля 868 года в Константинополе.
Память — 4 (17) февраля. Считается, что ему принадлежит авторство некоторых рукописей Студийского монастыря рубежа IX века.